# Giuncaggio
Giuncaggio (in corso Ghjuncaghju) è un comune francese di 64 abitanti situato nel dipartimento dell'Alta Corsica nella regione della Corsica.

## Società

### Evoluzione demografica
Abitanti censiti